# Бриџвотер (Јужна Дакота)
Бриџвотер (енгл. Bridgewater) град је у америчкој савезној држави Јужна Дакота.

## Демографија
По попису из 2010. године број становника је 492, што је 115 (-18,9%) становника мање него 2000. године.
| Група             | 2000.       | 2010.       |
| Белци             | 588 (96,9%) | 476 (96,7%) |
| Афроамериканци    | 0 (0,0%)    | 0 (0,0%)    |
| Азијати           | 2 (0,3%)    | 3 (0,6%)    |
| Хиспаноамериканци | 11 (1,8%)   | 10 (2,0%)   |
| Укупно            | 607         | 492         |